# Wedgwood Nowell

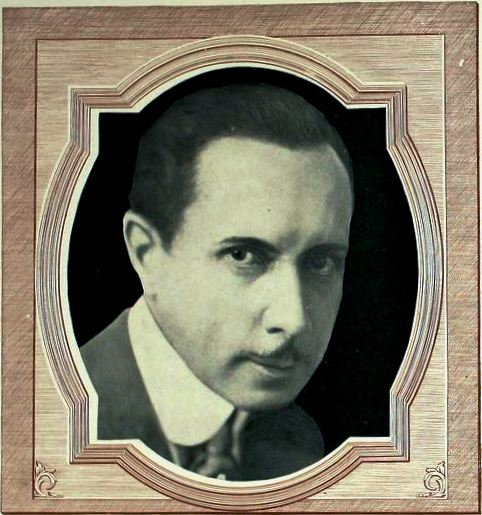
Wedgwood Nowell em 1920

Wedgwood Nowell (Portsmouth, 24 de janeiro de 1878 – Filadélfia, 17 de junho de 1957), também conhecido como Wedgewood Nowell, foi um ator norte-americano, que atuou em cerca de 140 filmes mudos entre 1915 e 1947.

## Biografia
Apesar de ter nascido em território americano, Nowell ficou conhecido como "o melhor francês do cinema". O ator se formou pela Universidade da Pensilvânia, e se apresentou no palco ao lado de diversas estrelas do cinema. Também pianista e violinista talentoso, Nowell obteve grande reputação como produtor e diretor de palco.
Durante sua carreira no cinema, ele apareceu em filmes como "The Corsican Brothers,", "A Man’s Fight", "Adele", "The Dream Cheater", "The Lord Loves the Irish" e "The Beauty Market", onde contracenou com Katherine MacDonald.

## Filmografia selecionada
- The Golden Claw (1915)
- Hand That Rocks the Cradle (1917)
- A Man's Fight (1919)
- Her Purchase Price (1919)
- The Match-Breaker (1921)
- A Doll's House (1922)
- Enter Madame (1922)
- Adam's Rib (1923)
- Transatlantic Merry-Go-Round (1934)
- Cleopatra (1934)
- Theodora Goes Wild (1936) (não creditado)
- Dick Tracy (1937)
- Stolen Holiday (1937)
- Calling Philo Vance (1940)
- Affectionately Yours (1941)
- Nazty Nuisance (1943)